# قرار مجلس الأمن التابع للأمم المتحدة رقم 660
قرار مجلس الأمن الدولي رقم 660 في 2 أغسطس 1990، هو قرار اتخذه مجلس الأمن الدولي أدان فيه غزو العراق للكويت، وطالب العراق بالانسحاب الفوري وغير المشروط إلى المواقع التي كانت عليها في 1 أغسطس 1990.
دعا اليمن كل من العراق والكويت إلى الدخول في مفاوضات فورية لحل الخلافات بينهما، وشكر جامعة الدول العربية على جهودها. لكن المحادثات بين الجانبين انهارت في اليوم السابق في جدة بالمملكة العربية السعودية. كما قرر مجلس الأمن الاجتماع مرة أخرى حسب الضرورة لضمان الامتثال للقرار الحالي.
اتخذ القرار بأغلبية 14 صوتا بدون أي معارضة فيما لم تشارك اليمن في التصويت. كان القرار الأول من اثني عشر قرارا بشأن النزاع تم تمريرها في عام 1990.